# OpenPOWER Microwatt
Microwatt 是一款以简洁和可理解性作为设计重点的开源软核处理器，由 Anton Blanchard 在 IBM 用 VHDL 编写而成，初于 OpenPOWER Summit NA 2019 上亮相 ，并于 2019 年 8 月在 GitHub 上发布。此核心支持 Power ISA 3.0 指令集，并可在 FPGA 上合成。软件方面，此核心可启动主线 Linux 、 MicroPython 和 Zephyr 。      
Microwatt 的设计和开发工作使用 VHDL 2008 和 GHDL 仿真环境进行，其 GitHub 项目主页上有关于常见工作流的文档，其中包括了在 Xilinx FPGA 上使用 Vivado 工具链合成并测试 Microwatt 核心的指南。

## 设计
Microwatt 是一款微型 64 位双端标量整数处理器核心，实现了 Power ISA 3.0 指令集的子集，并使用 Wishbone 作为内存接口。其具有 32 个 64 位通用寄存器和 32 个 64 位浮点寄存器。 
使 Microwatt 在最低限度上兼容该指令集的初始开发工作只用了几个月，最初的设计中不包含内存管理单元（MMU）和浮点单元，但包括了指令集中的整个整数处理部分 。此后，更多功能被加入了 Microwatt 之中，包括 JTAG 调试器接口、除法器指令、16 KB 指令和 32 KB 数据缓存支持以及 MMU（不支持虚拟机管理程序）、流水线和浮点支持。 

### Chiselwatt
另一个实现 Power ISA 3.0 指令集的开放处理器核心 Chiselwatt 是 Microwatt 的兄弟项目，区别在于它是用基于 Scala 的 Chisel 设计语言而不是 VHDL 编写的。  

## 实现和用例
- Microwatt 本身
- Libre-SOC： 一个正在开发中的开放硬件 SoC 系统，使用 Microwatt 作为参考设计 [13]
- Kestrel：被 Raptor Engineering 用于旗下 POWER9 工作站的软 BMC [14] [15]

## 历史
Microwatt 是第一个实现开放 Power ISA 3.0 指令集的新处理器，由 OpenPOWER 基金会作为参考设计发布。该项目开始时的目标是作为 Power ISA 3.0 开源指令集计划的演示、概念验证和参考实现，而作者 Anton Blanchard 的目标则是看看自己作为一名软件开发人员，能否完成具有挑战性的底层硬件设计工作。  
Microwatt 核心计划于 2021 年通过 Efabless 的 「Open MPW Shuttle Program」计划以 130 nm 工艺流片，然而截止 2024 年 2 月，关于此项目的 Efabless 主页没有新的信息或是进度公示。